# 河北农业大学现代科技学院
38°49′35.14″N 115°26′44.68″E / 38.8264278°N 115.4457444°E
河北农业大学现代科技学院，简称现科院，是位于中华人民共和国河北省保定市的一所综合性高等院校，是河北农业大学于2001年创建的全日制本科层次的独立学院。

## 学院基本概况
- 英文名：Modern Institute of Technology,AUH
- 建立：公元2001年（辛巳年）
- 校训：崇德 务实 求是
- 办学性质：公立普通高等综合型院校
- 学院代码：13595
- 学位层次：学士
- 本科批次：第二批次
- 校址：

| 校区   | 地址                               | 邮政编码 |
| ------ | ---------------------------------- | -------- |
| 东校区 | 河北省保定市南市区灵雨寺街289号    | 071001   |
| 西校区 | 河北省保定市南市区乐凯南大街2596号 | 071000   |

## 院系设置
| - 工程技术学部 - 经济管理学部 | - 生命科学学部 - 文法学部 |

（专业设置 （页面存档备份，存于））